# اخراج ۱۴۰۴ افغان‌ها از ایران
اخراجِ ۱۴۰۴ افغان‌ها از ایران به اجبار یا داوطلبانه شاملِ حالِ مهاجرانِ غیرقانونی و پناهندگانی شد که خود یا والدینشان از افغانستان واردِ ایران شده بودند. به‌صورت یک سری عملیات گسترده دولتی بعمل آمد که برای اخراج دسته‌جمعی مهاجران و پناهجویان افغان از ایران بود. این اقدام، بخشی از یک کارزار وسیع‌تر بود که در اوایل آن سال اعلام شد، اما روند اخراج‌ها به مرور و به‌خصوص پس از جنگ ۱۲ روزه ایران و اسرائیل، به‌طور چشمگیرتری در ماه‌های ژوئن و ژوئیه ۲۰۲۵ شتاب گرفت. سازمان بین‌المللی مهاجرت گزارش داد که بیش از نیم میلیون افغانی، در طی یک دوره ۱۶ روزه اخراج شدند و این اتفاقی است که به‌عنوان یکی از بزرگ‌ترین جابه‌جایی‌های اجباری جمعیت، در دهه اخیر توصیف شده است. بر اساس منابع خبری، ایران قصد دارد ۴ میلیون افغانی دیگر را نیز اخراج کند و تا ژوئیه سال ۲۰۲۵، تعداد اخراج شدگان از کشور، به ۱٫۱ میلیون نفر خواهد رسید.
جمعیت اتباع افغانستانی در ایران کشور ایران را مبدل به بزرگ‌ترین میزبان مهاجرین در دنیا نموده و با توجه به بحران‌های اقتصادی و زیست‌محیطی و اجتماعی که ایران با آن‌ها دست و پنجه نرم می‌کند انتقاد بخش وسیعی از مردم و کارشناسان را موجب شده است. با وجود اینکه استاندارد بین‌المللی پذیرش جمعیت مهاجرین حداکثر سه درصد از جمعیت کشور میزبان است تنها جمعیت مهاجرین افغانستانی به ده درصد جمعیت ایران رسیده است.
علیرغم برخی مخالفت های رسانه ای اکثر مردم ایران از کارزارهای اخراج اتباع افغان از ایران حمایت می کنند. برهم خوردن تعادل بازارکار، نرخ بالای موالید اتباع افغانستانی در ایران، جرایم و مصرف یارانه های پنهان از جمله عوامل حساسیت عمومی جامعه ایران به مهاجران افغانستانی است.
مقامات ایرانی، حفظ امنیت ملی را به‌عنوان دلیل اصلی این اقدام ذکر کرده‌اند. ادعای‌های مقامات ایرانی بدون پایه‌های درست بوده و مبتنی بر این بوده‌اند که برخی از افغان‌ها، در جریان درگیری با اسرائیل، نقش جاسوس را برای این کشور ایفا کرده‌اند. این کارزار، موجب بروز بحران انسانی شدیدی در مرز افغانستان و ایران گردید و به دلیل نقض حقوق بین‌المللی، به‌ویژه اصل عدم بازگرداندن اجباری، ایران مجدداً با محکومیت گسترده بین‌المللی مواجه شد.

## پیش‌زمینه
ایران به مدت چهار دهه و در پی سال‌ها جنگ و بی‌ثباتی در افغانستان، یکی از بزرگ‌ترین جمعیت‌های پناهجویی جهان را میزبانی کرده است. پس از بازگشت طالبان به قدرت در سال ۲۰۲۱، تعداد افغان‌های ساکن ایران، بین ۴ تا ۶ میلیون نفر برآورد شد که بسیاری از آنان فاقد مدارک قانونی بودند.
وقایعی چون قتل داریوش مهرجویی به دست اتباع افغان، افزایش تورم و بیکاری، چند قتل فجیع از جمله ماجرای قتل نوجوان یزدی قتل جوان مهدیشهری و بسیاری وقایع دیگر موجی از نارضایتی را میان شهروندان ایرانی علیه مهاجران برانگیخته بود و شهروندان در چندین کارزار از مسئولان جمهوری اسلامی درخواست اخراج اتباع غیرقانونی افغان را داشتند و در چندین نقطه علیه مهاجران افغان در شهرهای مختلف تجمعاتی صورت گرفت.
از سوی دیگر با توجه به تکیه اقتصاد ایران بر پرداخت یارانه انرژی، کالاهای اساسی، آموزش و درمان بسیاری معتقدند اتباع افغانستانی به تنهایی بالغ بر هفت میلیارد دلار به‌طور سالیانه از یارانه‌های پنهان در ایران استفاده می‌کنند. در بخش محیط زیست در حالی که ایران درگیر ناترازی انرژی و کمبود شدید منابع آبی است بارها طالبان از دادن حقابه رود هیرمند به سیستان و بلوچستان ممانعت به عمل آورده که به دفعات انتقاد مقامات ایرانی را در پی داشته است. طالبان در چند مورد اقدام به روانه کردن آب هیرمند به سوی شوره زار نموده تا از ورود آن به ایران ممانعت به عمل آید. این موضوع تأثیر مخربی بر وضعیت کشاورزی و زیست‌محیطی در منطقه سیستان گذاشته است.
بسیاری از جرایمی که توسط اتباع غیرمجاز در ایران انجام می‌شود به علت فقدان موجودی هویت این افراد قابل شناسایی نیست که این موضوع نگرانی جدی جامعه ایرانی را در پی داشته است. قاضی حسین اصغرزاده، قاضی جنایی تهران که سابقه طولانی در رسیدگی به پرونده‌های قتل دارد در رابطه با قتل‌های اتباع افغانستان می‌گوید: عمده قتل‌هایی که از سوی اتباع افغان در ایران انجام می‌شود مربوط به کشتن هموطنان خودشان است. ۷۰ درصد قربانیان قتل‌های افاغنه از اتباع افغان بوده و حدود ۳۰ درصد آنها ایرانی هستند. در صورت فرار مجرمان افغان به کشورشان شناسایی و دستگیری آنها با توجه به شرایط حاکم بر این کشور سخت و گاهی بعید است. وی دربارهٔ انگیزه جنایت‌های اتباع افغان نیز بیان کرد: افاغنه به دلیل اینکه افراد کاری هستند کمتر با انگیزه مالی مرتکب قتل شده و بیشتر جنایت‌های آنها با انگیزه تجاوز به زنان صورت می‌گیرد.
افغان‌ها در طول اقامت خود در ایران، اغلب با تبعیض، محدودیت در آزادی‌ها، حمایت حقوقی اندک و نقض حقوق بشر مواجه بوده‌اند.
در اوایل دهه ۱۹۹۰، پس از فروپاشی رژیم کمونیستی نجیب‌الله در سال ۱۹۹۲ و در میانه فشارهای فزاینده اقتصادی و اجتماعی در داخل ایران، پناهجویان افغانی، به‌طور فزاینده‌ای، هدف آزار و اذیت سیستماتیک نیروهای انتظامی ایران قرار گرفتند. فشار این کارزار در ایران، به اشکال مختلفی بروز پیدا کرد: کودکان از تحصیل در مدارس دولتی منع شدند، مدارک هویتی ضبط شد و افغان‌های فاقد وضعیت قانونی، هدف اخراج‌های دسته‌جمعی، بدرفتاری‌های فیزیکی و اخاذی شدید قرار گرفتند.
در واکنش به هجوم پناهجویان و به‌منظور سامان‌دهی به حضور آنان، مقامات ایرانی در سال ۱۹۹۳، بیش از ۵۰۰ هزار کارت ثبت‌نام موقت، برای افغان‌های فاقد مدرک یا تازه‌وارد صادر کردند. اگرچه این کارت‌ها در ابتدا دارای قابلیت تمدید بودند، ولی در نهایت در سال ۱۹۹۶ باطل شدند و بسیاری از افغان‌ها را دوباره در معرض اخراج قرار دادند. تا سال ۱۹۹۹، دولت ایران، درحدود ۱۰۰ هزار افغانی فاقد مدرک را اخراج کرد. کارزارهای اخراج که در اغلب موارد، هم مهاجران دارای مدرک و هم فاقد مدرک را هدف قرار می‌داد، به‌صورت پراکنده ادامه یافتند.
متخصصان بارها به این موج گسترده و کنترل نشده مهاجرت انتقاد کردند، از جمله شهباز غفوری که در تحلیلی مطرح کرد: که این جمعیت عظیم پناهجویان افغان، فشار زیرساختی قابل‌توجهی بر ایران وارد کرده است. وی تأکید می‌کند که این فشارها، علاوه بر ایجاد مشکلات اقتصادی، اجتماعی و سیاسی داخلی، تأثیرات عمیقی بر ساختارهای نهادی و رفتاری ایران داشته و مدیریت چنین جمعیتی، مستلزم بازتعریف سیاست‌ها و سازوکارهای حکمرانی در کشور است.
در این مورد خاص، اوج‌گیری قابل‌توجهی در آوریل ۲۰۰۷ رخ داد و این زمانی بود که ایران سرکوبی بی‌سابقه‌ای را آغاز کرد و تا ژوئن ۲۰۰۸، نزدیک به ۴۹۰ هزار افغانی را بازداشت کرد. بازداشت‌شدگان گاهی تا چند روز در اردوگاه‌های اخراجی نگه داشته می‌شدند و سپس از کشور اخراج می‌گردیدند. گزارش‌های موجود، از نقض‌های گسترده‌ای خبر می‌دادند: خانواده‌ها از هم جدا می‌شدند، افراد مورد ضرب‌وشتم یا بدرفتاری شدید فیزیکی قرار می‌گرفتند و بسیاری نیز بدون اخطار یا با اطلاع بسیار اندک زمانی، مجبور به ترک خانه‌های خود می‌شدند.
پس از تسلط طالبان در اوت ۲۰۲۱، روند بازگرداندن افغان‌ها شتاب گرفت. در سال ۲۰۲۲، درحدود ۴۸۵ هزار افغانی از ایران اخراج شدند و در سال ۲۰۲۳، این تعداد به بیش از ۶۵۰ هزار نفر رسید. از مارس ۲۰۲۴ تا مارس ۲۰۲۵، ایران ۱٫۲ میلیون افغانی را اخراج کرده است.

## بهانه و عوامل مؤثر
پس از سقوط جمهوری افغانستان به دست طالبان و تشدید روند مهاجرت افغان ها تمام همسایگان افغانستان به جز ایران مرزهای خود را به روی مهاجرین بستند. پس از به قدرت رسیدن طالبان، ازبکستان مرزهای خود را با افغانستان مسدود کرد و اعلام کرد که به هیچ افغانی وضعیت پناهندگی اعطا نمی‌کند. تاجیکستان پناهجویان افغان را که قصد عبور از مرز داشتند به رگبار بست  اما تسامح دولت ایران سبب روانه شدن سیل افغان ها به ایران شد.  
جمعیت جدید و میلیونی مهاجرین که بر جمعیت قریب به سه میلیونی افغان هایی که پیش از این در ایران حضور داشتند اضافه می شدند موجب حضور ملموس و به تعداد زیادافغان ها در شهرها و معابر گوشه کنار ایران تا پایتخت این کشور شد. عدم مدیریت موضوع و تورم لجام گسیخته و افزایش مداوم نرخ بیکاری و تورم در ایران و وقوع برخی جرایم از سوی اتباع افغان علیه شهروندان ایرانی موجب چندین تجمع و تظاهرات علیه اتباع افغانستانی از سوی شهروندان ایرانی شد. تظاهراتی در شهر یزد در اعتراض به قتل نوجوان یزدی ، تجمع و اعتراض مردم اقبالیه قزوین به حضور اتباع افغان، تظاهرات مردم مهدی شهر سمنان علیه حضور اتباع افغان در این شهر در پی قتل جوان مهدی شهری و بسیاری تجمعات دیگر در شهرهای مختلف ایران از جمله واکنش مردم ایران به حضور پرتعداد اتباع افغان در ایران بود.
دولت ایران مدت‌هاست جمعیت قابل توجه پناهجویان افغانی را به‌عنوان باری اقتصادی و اجتماعی بر دوش کشور تلقی می‌کند. پس از جنگ ایران و اسرائیل در ژوئن ۲۰۲۵، دولت رویه ضد مهاجرت خود را تشدید کرد و افغان‌ها را مسئول ناکامی‌های امنیتی دانست و به جاسوسی برای اسرائیل متهم نمود. رسانه‌های دولتی تصاویر «اعترافات» یک فرد افغانی را منتشر کردند، اما مدارک مستندی ارائه نشد.
منتقدان و ناظران بین‌المللی این اتهامات را بهانه‌ای کاملاً بی‌اساس دانستند و معتقدند دولت ایران برای تحقق خواسته دیرینه خود مبنی بر کاهش جمعیت افغانی‌ها و منحرف کردن نارضایتی‌های داخلی، از طریق قربانی‌سازی این اقلیت آسیب‌پذیر استفاده می‌کند. عرفات جمال، نماینده کمیساریای عالی سازمان ملل در امور پناهندگان افغانستان، اظهار داشت: «افغان‌ها قربانی این ماجرا شده‌اند و بخشی از خشم موجود در ایران، بر سر آنان خالی می‌شود.»
از منظر اقتصادی، غفوری خسارات قابل توجه ناشی از حضور غیرقانونی مهاجران را شامل فرصت‌سوزی در بازار کار بومی، فرار مالیاتی و کسری صندوق‌های بازنشستگی می‌داند که جمعاً معادل بیش از ۶۰۰ هزار میلیارد تومان در سال برآورد می‌شود. این رقم معادل نیمی از بودجه عمومی کشور بوده و تهدیدی بزرگ برای ثبات مالی و اجتماعی ایران است. بر اساس تحلیل‌های شهباز غفوری، شهرساز ایرانی، این بحران صرفاً محصول فشارهای امنیتی یا سیاسی نیست، بلکه بازتابی از ضعف ساختاری، ناتوانی در مدیریت جمعیت و بحران‌های اقتصادی و اجتماعی عمیق در ایران است. ورود گسترده و بدون مدیریت مهاجران به شهرهای بزرگ، به‌ویژه تهران، مشهد، اصفهان و تبریز، موجب فشار شدید بر بازار مسکن، خدمات عمومی، زیرساخت‌های شهری و بازار کار غیررسمی شده است. این روند به تشدید نابرابری‌های فضایی و اجتماعی منجر گردیده و ساختارهای شهری و اقتصادی کشور را با مخاطرات جدی مواجه ساخته است.
علاوه بر این، فشارهای اقتصادی ناشی از تحریم‌های بین‌المللی، تورم فزاینده و نرخ بیکاری بالا، زمینه‌ساز افزایش نارضایتی‌های عمومی و مطالبات برای کاهش جمعیت مهاجران شده است.
بحران مهاجرت در ایران ترکیبی از عوامل جمعیتی، اقتصادی، اجتماعی و نهادی است که نیازمند اصلاح سیاست‌ها و تقویت سازوکارهای هماهنگ برای مدیریت دقیق و قانونی ورود و اقامت اتباع خارجی است. در غیر این صورت، ادامه وضعیت فعلی می‌تواند منجر به تشدید نابرابری‌های فضایی و اقتصادی، فروپاشی ساختارهای شهری و اقتصادی و افزایش آسیب‌پذیری اقشار آسیب‌دیده جامعه ایرانی شود.

## کارزار اخراج

### ابعاد و جدول زمانی
در تاریخ ۶ ژوئن ۲۰۲۵، دولت ایران یک ضرب‌الاجل یک‌ماهه اعلام کرد تا تمامی پناهجویان افغانی فاقد مدرک، کشور را ترک کنند، در غیر این صورت با بازداشت و اخراج مواجه خواهند شد. این کارزار، مخصوصاً پس از درگیری با اسرائیل، به‌طرز چشم‌گیری شدت گرفت. سازمان بین‌المللی مهاجرت (IOM) گزارش داد که بین ۲۴ ژوئن تا ۹ ژوئیه، ۵۰۸٬۴۲۶ تن افغانی از ایران اخراج شدند و تعداد عبورهای روزانه از مرز، به اوج خود و به ۵۱٬۰۰۰ نفر رسید. سازمان بین‌المللی صلیب سرخ و هلال احمر (IFRC) نیز اعلام کردند که از ابتدای سال ۲۰۲۵، بیش از ۸۰۰٬۰۰۰ افغانی از ایران مراجعت کرده‌اند.

### روش‌ها
مقامات ایرانی با اجرای یورش‌های گسترده، ایجاد ایست‌های بازرسی و بازرسی در محل‌های کار، عملیات اخراج افغانی‌ها را پیش بردند. شهادت‌های اخراج‌شدگان حاکی از آن است که پلیس، آنان را از خانه‌ها و خیابان‌ها یا اغلب در نیمه‌شبها، جمع‌آوری کرده و به مراکز بازداشت شلوغی منتقل می‌کرد. یکی از اخراج‌شدگان به نام سحر، به روزنامه گاردین گفت: «آنها نیمه‌شب آمدند. ازشان خواهش کردم فقط دو روز به من فرصت بدهند تا وسایلم را جمع کنم. اما گوش نکردند. آنها ما را مثل زباله بیرون انداختند».
در مراکز بازداشت، اخراج‌شدگان از ضرب و شتم، اخاذی و محرومیت از غذا و آب گزارش داده‌اند. یک جوان به نام بشیر گفت: «آنها ما را می‌زدند و مورد آزار قرار می‌دادند».
گزارش‌های گسترده‌ای وجود داشت مبنی بر این که مقامات دولتی، اسناد قانونی مانند گذرنامه و ویزاهای معتبر را نابود می‌کردند تا مانع از هرگونه اعتراض قانونی افغانی‌ها به اخراجشان شوند. پس از آن، اخراج‌شدگان را به زور سوار اتوبوس‌ها کرده و آنها را به سوی مرز افغانستان منتقل می‌کردند.

## بحران انسانی
اخراج‌های گسترده افغانی‌ها، موجب بروز یک بحران شدید انسانی، در گذرگاه مرزی اسلام‌قلعه در ولایت هرات شد. ده‌ها هزار نفر از افغان‌ها که بسیاری از آنان زنان و کودکان بودند، در گرمای طاقت‌فرسا، با دمای بالای ۵۰ درجه سانتی‌گراد، سرگردان ماندند. این شرایط و نیز گرمازدگی و کم‌آبی، باعث مرگ برخی از این افراد شد. می ‌هیونگ پارک از سازمان بین‌المللی مهاجرت (IOM)، وضعیت را چنین توصیف کرد: «هزاران نفر در زیر آفتاب… شرایط این افراد واقعاً وخیم است».
نهادهای امدادرسان با کمبود شدید منابع مواجه شدند. سازمان IOM اعلام کرد که توانایی این سازمان برای کمک‌رسانی، به‌شدت محدود شده و تنها می‌تواند به ۱۰ درصد از نیازمندان دسترسی پیدا کند. کمیساریای عالی سازمان ملل در امور پناهندگان (UNHCR) نیز هشدار داد که عملیات این نهاد، به شدت با کمبود بودجه روبروست و ممکن است که ناچار به توقف فعالیت‌های خود شود.

### تأثیر بر زنان و کودکان
این بحران، زنان و کودکان را تحت تأثیر قرار داد. تنها در ماه ژوئن، یونیسف گزارش داد که بیش از ۵٬۰۰۰ کودک افغانی، بدون همراه یا جدا شده از خانواده شان، از ایران بازگردانده شده‌اند.
برای زنان و دختران، بازگشت به افغانستان، به معنای روبه‌رو شدن با نظام سرکوب‌گر و «آپارتاید جنسیتی» طالبان بود. با توجه به قوانینی که زنان را از سفر یا کار بدون سرپرست مرد (مرد محرم) منع می‌کند، بسیاری از زنان مجرد و بیوه که اخراج شده بودند، در مرز سرگردان ماندند؛ زیرا نه توان ادامه به مسیر را داشتند و نه دسترسی به کمک‌های بشردوستانه برایشان ممکن بود.

## تحلیل حقوقی
سازمان‌های حقوق بشر و کارشناسان حقوقی، استدلال کرده‌اند که اخراج‌های دسته‌جمعی افغان‌ها، یک نقض جدی و فاحش در مورد قوانین بین‌المللی به‌شمار می‌رود. مرکز حقوق بشر در ایران اعلام کرد که این اقدامات، مصداقی از «مجازات دسته جمعی» هستند.
اخراج جمعی: اخراج گروهی افراد، بدون بررسی مورد وضعیت هر فرد، ناقض ماده ۱۳ میثاق بین‌المللی حقوق مدنی و سیاسی (ICCPR) است که ایران نیز از امضاکنندگان آن به‌شمار می‌رود.
اصل عدم بازگرداندن (non-refoulement): بازگرداندن پناهجویان به کشوری که در آن با خطر واقعی آزار، شکنجه یا نقض شدید حقوق بشر مواجه‌اند، نقض اصل بنیادین «عدم بازگرداندن» به‌شمار می‌رود. با توجه به اطلاع از نحوه سیاست و روش اجرایی حکومت طالبان و به‌ویژه سیاست‌های آن علیه زنان و اقلیت‌ها، این اخراج‌ها با وضوح کامل، ناقض این اصل هستند.
احتمال ارتکاب جنایت علیه بشریت: سعید دهقان، یک وکیل حقوق بشر ایرانی اظهار داشت: «با توجه به گسترش، خشونت و ماهیت نظام‌مند این اخراج‌ها…، دلایلی به‌وجود آمده‌اند که این اقدامات، به‌عنوان جنایت علیه بشریت تلقی شوند».

## واکنش‌ها

### ایران
دولت ایران، اقدامات خود را با استناد به امنیت ملی توجیه کرد. یک سخنگوی دولتی اظهار داشت: «ما همیشه تلاش کرده‌ایم میزبان خوبی باشیم، اما امنیت ملی در اولویت است و طبیعی است که اتباع غیرقانونی باید به کشور خود بازگردند». سایر مقامات ایرانی ادعا کردند که روند بازگشت افغان‌ها تدریجی بوده و با حفظ کرامتهای انسانی همراه خواهد بود که در ضمن، شامل احترام به «همسایگان و برادران ایمانی» ایران نیز خواهد بود.
بسیاری از شهروندان ایرانی از این اقدام اخراجی حمایت و ابراز رضایت کرده و آن را اقدامی ضروری جهت حفظ بافت جمعیتی ایران و در جهت منافع ملی ارزیابی می کنند. 

### افغانستان

#### دولت طالبان
رهبری طالبان، به‌صورت علنی از ایران خواست تا اجازه دهد که افغان‌ها، با احترام و به‌صورت تدریجی به کشور خود بازگردند و یادآور شد که افغانستان، منابع لازم برای پذیرش ناگهانی این جمعیت عظیم بازگشتی را ندارد. حسن اخند، نخست‌وزیر طالبان، از ایران خواست تا از «رفتارهای تحقیرآمیز» به افغان‌ها پرهیز کند، زیرا که این اقدامات می‌تواند به «نفرت میان دو ملت» منجر شود.

#### جامعه مدنی افغانستان
در غیاب یک واکنش قوی از سوی دولت، شهروندان افغانی، ابتکارات مردمی را برای کمک‌رسانی به اجرا گذاشتند. در هرات، بازرگانان و ساکنان آن، کاروان‌هایی از خودروهای شخصی را برای انتقال رایگان هزاران اخراج‌شده از مرز سامان دادند؛ در حالی که دیگران غذا، آب و سرپناه موقت فراهم کردند.

### سازمان ملل متحد
سازمان ملل و کمیساریای عالی پناهندگان (UNHCR)، هشدار دادند که بازگرداندن اجباری افغان‌ها، خطر بی‌ثبات‌سازی بیشتر افغانستان را در پی دارد؛ کشوری که هم‌اکنون با یک بحران انسانی مواجه است و بیش از ۲۹ میلیون نفر از افراد آن، نیازمند کمک هستند. ریچارد بنت، گزارشگر ویژه کمسیون حقوق بشر سازمان ملل در امور افغانستان، تحریک به تبعیض و خشونت و استفاده از «زبان غیرانسانی» علیه افغان‌ها را در ایران محکوم کرد.

### واکنش‌های بین‌المللی و جامعه مدنی
اخراج‌های افغان‌ها توسط ایران، با محکومیت گسترده‌ای از سوی شخصیت‌ها و نهادهای بین‌المللی روبه‌رو شد.
هانا نیومن، عضو پارلمان اروپا، این اخراج‌ها را «غیرقانونی» و «اخراج از طریق زور و وحشت» توصیف کرد.
نرگس محمدی، برنده ایرانی جایزه صلح نوبل که در زندان به‌سر می‌برد، در بیانیه‌ای از درون زندان، این اخراج‌ها را نقض تعهدات بین‌المللی از طرف ایران دانست.
کانون نویسندگان ایران و دیگر نهادهای جامعه مدنی ایرانی نیز، رفتار «نژادپرستانه» با مهاجران را محکوم کرده و خواستار پایان دادن به روند این اخراج‌ها شدند.
شهباز غفوری، عضو هیئت مدیره جامعه مهندسان شهرساز، بحران جمعیتی ناشی از حضور گسترده مهاجران افغان در ایران را یک مسئله ساختاری پیچیده با ابعاد اقتصادی، اجتماعی و فضایی می‌داند که فراتر از نگرانی‌های صرف امنیت ملی است. او بر ضرورت برنامه‌ریزی جامع، هماهنگی نهادی و اتخاذ سیاست‌های منسجم برای مدیریت ورود، اقامت و حضور اتباع خارجی تأکید دارد تا نابرابری‌های فضایی و فشارهای اقتصادی کاهش یابد. غفوری معتقد است که سیاست‌های کنونی بدون چارچوب‌های دقیق، موجب تشدید بحران‌های اجتماعی و اقتصادی شده و عدالت اجتماعی را تضعیف می‌کند، و تنها با رویکردی چندبُعدی می‌توان توسعه پایدار و حفظ کرامت انسانی را تضمین کرد.